# Manding-Jogo jezici
Manding-Jogo jezici, ogranak jezične skupine mande koji obuhvaća (31) jezik u državama Burkina Faso, Gvineja, Sijera Leone, Gana i Obala Slonovače. Dijeli se na:
a. Jogo-Jeri (4):
a1. Jeri-Jalkuna (1) Burkina Faso: jalkuna.
a2. Jogo (2) Gana, Obala Slonovače: ligbi, tonjon.
jeri kuo; Obala Slonovače.
b. Manding-Vai (27):
b1. Manding-Mokole (25): 
a. Manding (21) Burkina Faso, Mali, Senegal, Gvineja, Obala Slonovače: bamanankan, bolon, jahanka, jula, kagoro, koro, koyaga, mahou, mandinka, manya, maninka (3 jezika:  šumski, konyanka, sankaran), maninkakan (3 jezika: istočni, zapadni, kita), marka, sininkere, wojenaka, worodougou, xaasongaxango.
b. Mokole (4) Gvineja, Sijera Leone: kakabe, kuranko, lele, mixifore.
b2. Vai-Kono (2) Sijela Leone, Liberija: kono, vai.

## Vanjske poveznice
- Ethnologue (14th)
- Ethnologue (15th)